# Жіноча юніорська збірна Норвегії з хокею із шайбою
Жіноча юніорська збірна Норвегії з хокею із шайбою — національна жіноча юніорська команда Норвегії, що представляє країну на міжнародних змаганнях з хокею із шайбою. Опікується командою Норвезький хокейний союз.

## Виступи на чемпіонатах світу
| Рік  | І | В  | П  | Н | ШЗ | ШП | О  | Місце                 |
| ---- | - | -- | -- | - | -- | -- | -- | --------------------- |
| 2009 | 4 | 0  | 4  | 0 | 9  | 16 | 0  | 5 місце (Дивізіон І)  |
| 2010 | 5 | 1  | 4  | 0 | 14 | 27 | 3  | 5 місце (Дивізіон І)  |
| 2011 | 5 | 2  | 3  | 0 | 16 | 11 | 6  | 4 місце (Дивізіон І)  |
| 2012 | 5 | 2  | 3  | 0 | 13 | 13 | 6  | 4 місце (Дивізіон І)  |
| 2013 | 5 | 3  | 2  | 0 | 10 | 10 | 9  | 4 місце (Дивізіон І)  |
| 2014 | 5 | 2  | 3  | 0 | 11 | 14 | 6  | 4 місце (Дивізіон І)  |
| 2015 | 5 | 4^ | 1* | 0 | 14 | 9  | 12 | 2 місце (Дивізіон І)  |
| 2016 | 5 | 2  | 3  | 0 | 14 | 12 | 6  | 4 місце (Дивізіон І)  |
| 2017 | 5 | 3^ | 2  | 0 | 14 | 14 | 8  | 3 місце (Дивізіон ІА) |
| 2018 | 5 | 1^ | 4  | 0 | 4  | 13 | 2  | 6 місце (Дивізіон ІА) |
| 2019 | 5 | 4^ | 1* | 0 | 14 | 4  | 12 | 2 місце (Дивізіон ІВ) |
| 2020 | 5 | 3  | 2* | 0 | 13 | 7  | 11 | 1 місце (Дивізіон ІВ) |
| 2022 | 4 | 0  | 4* | 0 | 5  | 26 | 1  | 5 місце (Дивізіон ІА) |
| 2023 | 5 | 1  | 4  | 0 | 8  | 16 | 3  | 6 місце (Дивізіон ІА) |
| 2024 | 5 | 5  | 0  | 0 | 37 | 4  | 15 | 1 місце (Дивізіон ІВ) |
| 2025 | 5 | 2^ | 3  | 0 | 12 | 15 | 5  | 4 місце (Дивізіон ІА) |

^Включає в себе перемогу в додатковий час

*Включає в себе поразку в додатковий час